# Всеукраинско обединение „Отечество“
Всеукраинското обединение „Отечество“ (на украински: Всеукраїнське об'єднання „Батьківщина“) е центристко-дясна и либералноконсервативна политическа партия в Украйна.
Основана е през 1999 година от част от депутатите на Всеукраинското обединение „Общност“, водени от Юлия Тимошенко. Тимошенко оглавява правителството през 2005 и 2007-2010 година.
На парламентарните избори през 2012 година Всеукраинското обединение „Отечество“ е второ с 25% от гласовете и 103 от 450 места във Върховната рада.